# Orazio Benevoli
Orazio Benevoli (Roma, 19 aprile 1605 – Roma, 17 giugno 1672) è stato un compositore italiano. Egli è principalmente noto per le sue composizioni nello stile post-palestriniano e di quello policorale.

## Biografia
Orazio Benevoli, figlio di Robert Venouot o Vénevot (successivamente italianizzato in Benevolo), nacque il 19 aprile 1605 a Roma e fu battezzato il 21 aprile nella chiesa parrocchiale di San Salvatore de Cupellis. Dal 16 febbraio 1617 al 15 marzo 1623, fu 'putto cantore' nel coro della chiesa di San Luigi dei Francesi a Roma, dove studiò anche grammatica e latino. Presso la stessa chiesa fu allievo di Vincenzo Ugolini. Nel febbraio del 1624 venne nominato maestro di cappella della basilica di Santa Maria in Trastevere, per passare dal febbraio 1630 nella chiesa di Santo Spirito in Sassia, come successore di Gregorio Allegri. Dal 1629 al 1637 compare come organista nelle festività solenni celebrate a San Luigi dei Francesi e a San Pietro in Vaticano.

Dal 5 giugno 1638 al 24 settembre 1644 fu maestro di cappella a San Luigi dei Francesi, succedendo al proprio maestro Vincenzo Ugolini. Lasciò questa cappella per recarsi a Vienna, come Kapellmeister dell'arciduca Leopoldo Guglielmo d'Austria, fratello dell'imperatore Ferdinando III. Rimase nella capitale austriaca fino al 1645, anno in cui tornò a Roma, dove nell'ottobre 1645 fu nominato maestro di cappella di S. Maria in Vallicella (Chiesa nuova) rimanendo in carica fino a febbraio 1646.

Il 23 febbraio 1646 fu nominato maestro di cappella della Basilica di Santa Maria Maggiore e il 7 ottobre dello stesso anno subentrò a Virgilio Mazzocchi alla guida della Cappella Giulia in San Pietro, prestigiosa carica che tenne fino alla morte.

Benevoli fu membro della Congregazione di Santa Cecilia, ricoprendovi anche la carica di "guardiano dei maestri di cappella" negli anni 1654, 1665 e 1667.

Tra i suoi allievi figurano Ercole Bernabei, Antimo Liberati, Paolo Lorenzani e Giovanni Paolo Colonna.

Morì a Roma il 17 giugno 1672.

## Considerazioni e notizie sulle sue musiche
Orazio Benevoli si dedicò essenzialmente alla musica sacra, pervenutaci perlopiù manoscritta, ad eccezione di alcuni mottetti a poche voci pubblicati in raccolte collettive a partire dal 1642. La fama di Benevoli è particolarmente legata alla sua produzione di musica policorale, rappresentativa dello stile romano del pieno Seicento. Negli archivi delle basiliche romane in cui lavorò si conservano interessanti esempi di messe, salmi, inni e mottetti a due, tre, quattro, cinque e sei cori, composti in occasione di particolari festività o celebrazioni, in parte pubblicati in edizione moderna a cura di Laurence Feininger nella collana Monumenta liturgiae polychoralis sanctae ecclesiae romanae, di recente ripresa in una nuova serie.

Tra le grandi composizioni sacre scritte per particolari occasioni si ricordano
- Messa a 6 cori e mottetto a 12 soprani (forse identificabile con il suo Regna terrae cantate Deo a 12 soprani distribuiti in 6 cori) eseguiti a San Carlo al Corso il 23 maggio 1632, in occasione della prima messa del cantore pontificio Biagio Stocchi.[2]
- Missa Victoria a 16 voci in quattro cori, composta per la prima messa del celebre cantante Loreto Vittori nel 1643, ma in realtà eseguita per la prima volta in occasione della festa patronale nella chiesa di San Luigi dei Francesi il 25 agosto di quell'anno.[3]
- Te Deum a 6 cori per l'arrivo della regina Cristina di Svezia nel 1655.[4]
- Missa In angustia pestilentiae a 16 voci in quattro cori, eseguita in San Pietro nel 1656 per impetrare la cessazione di un'epidemia di peste, che aveva colpito la città di Roma.[5]
- Dixit Dominus. In honorem Sancti Thomae de Villanova, salmo a 24 voci in sei cori, per la canonizzazione di san Tommaso da Villanova in San Pietro il 1º novembre 1658.
- Missa Si deus pro nobis quis contra nos, a 16 voci in 4 cori, eseguita in occasione dell'inondazione di Roma a causa dello straripamento del Tevere nel novembre 1660.
- Messa a tre cori, forse la Missa Ecce sacerdos magnus a 12 voci in 3 cori, forse a S. Ivo alla Sapienza nel 1661.[6]
- Missa In lectulo meo a 8 voci in 2 cori, «fatta in rendimento di grazia ai santi apostoli Pietro e Pavolo in Vaticano, dove era maestro di cappella, per haver ricevuto la gratia da' medesimi santi di guarire da una sua malattia mortale nell'anno 1666».[7]

Benevoli compose anche l'oratorio (perduto) Davide penitente (o Il pentimento di David) su testo di Loreto Vittori, probabilmente negli anni in cui era maestro di cappella di S. Maria in Vallicella (1645-46).

Si ha notizia di una "commedia per musica" (perduta), La forza del destino overo quel che il ciel destina mancar non può, libretto di Giovanni Battista Passeri, messa in musica da Benevoli e Paolo Oliveri, e fatta rappresentare nel 1662 da Gaspare Alveri nel suo palazzo vicino alla chiesa di S. Marcello al Corso.

Fino a non molti anni fa, la fama di Benevoli era legata soprattutto alla celebre Missa Salisburgensis à 53 voci e all'inno Plaudite tympani, ad essa collegato, che si pensava eseguiti per la prima volta nel 1628 per l'inaugurazione della cattedrale di Salisburgo. In realtà, come provò nel 1975-77 Ernst Hintermaier, questi lavori non risalgono al 1628 ma al tardo sec. XVII, e sono da attribuire al compositore austriaco Heinrich Ignaz Franz Biber. Lo stile della Missa Salisburgensis a 53 voci e dell'inno Plaudite tympani sono tuttavia molto lontani da quello di Benevoli e dei compositori romani del suo tempo. La Missa Salisburgensis fu attribuita anche ad Andreas Hofer, compositore austriaco vissuto tra Benevoli e Biber.

## Composizioni
- Missa Angelus Domini a 12 voci (1643)
- Missa Victoria a 16 voci (1643)
- Missa In angustia a16 voci (1656)
- Missa Si Deus pro nobis a 16 voci (1660)
- Missa Ecce sacerdos a 12 voci (1661)
- Missa In diluvium a 16 voci (1661)
- Missa Tu es Petrus a 16 voci (1666-67)
- Maria prodigio a 16 voci
- Missa Onde tolse amor a 12 voci
- Missa Sine nomine a 16 voci
- Missa Tiracorda a 16 voci
- 34 mottetti a 1-4 voci
- 12 Magnificat a 8, 12, 14, 16, 24 voci
- 26 salmi a 10, 12, 14, 16, 24 voci
- Altri lavori sacri (antifone, offertori, mottetti, inni) a 1-8 voci